# Муромцев, Александр Петрович
Алекса́ндр Петро́вич Му́ромцев (Муромцов) (около 1733—после 1785) — офицер Российского императорского флота, участник Семилетней войны, Кольбергской экспедиции, Русско-турецкой войны (1768—1774), Первой Архипелагской экспедиции, Чесменского сражения. Георгиевский кавалер, генерал-майор флота, командующий Азовской военной флотилией, капитан над Архангельским и Херсонским портами.

## Биография
Александр Петрович Муромцев родился около 1733 года. 10 декабря 1745 года был определён на службу матросом. В 1749 году поступил учеником в Академию морской гвардии. 12 июня 1752 года произведён в гардемарины. С 1753 года ежегодно проходил корабельную практику в Балтийском море, находился в морских кампаниях на различных судах Балтийского флота. В 1755 году произведен в кадетские подпрапорщики. 18 февраля 1757 года, после окончания Морского шляхетного кадетского корпуса, произведён в мичманы, 10 марта 1758 года — в унтер-лейтенанты.
В октябре 1758 года участвовал в Кольбергской экспедиции. Затем совершил переход из Архангельска в Кронштадт. 22 мая 1762 года произведён в корабельные секретари. В 1763 году находился в Кронштадтской комиссии военного суда за аудитора. 20 апреля 1764 года произведён в чин лейтенанта. Участник Семилетней войны. В 1764—1766 годах был в плаваниях от Кронштадта до Дагерорда. В 1766 году заболел, был приписан к кронштадтской береговой команде.

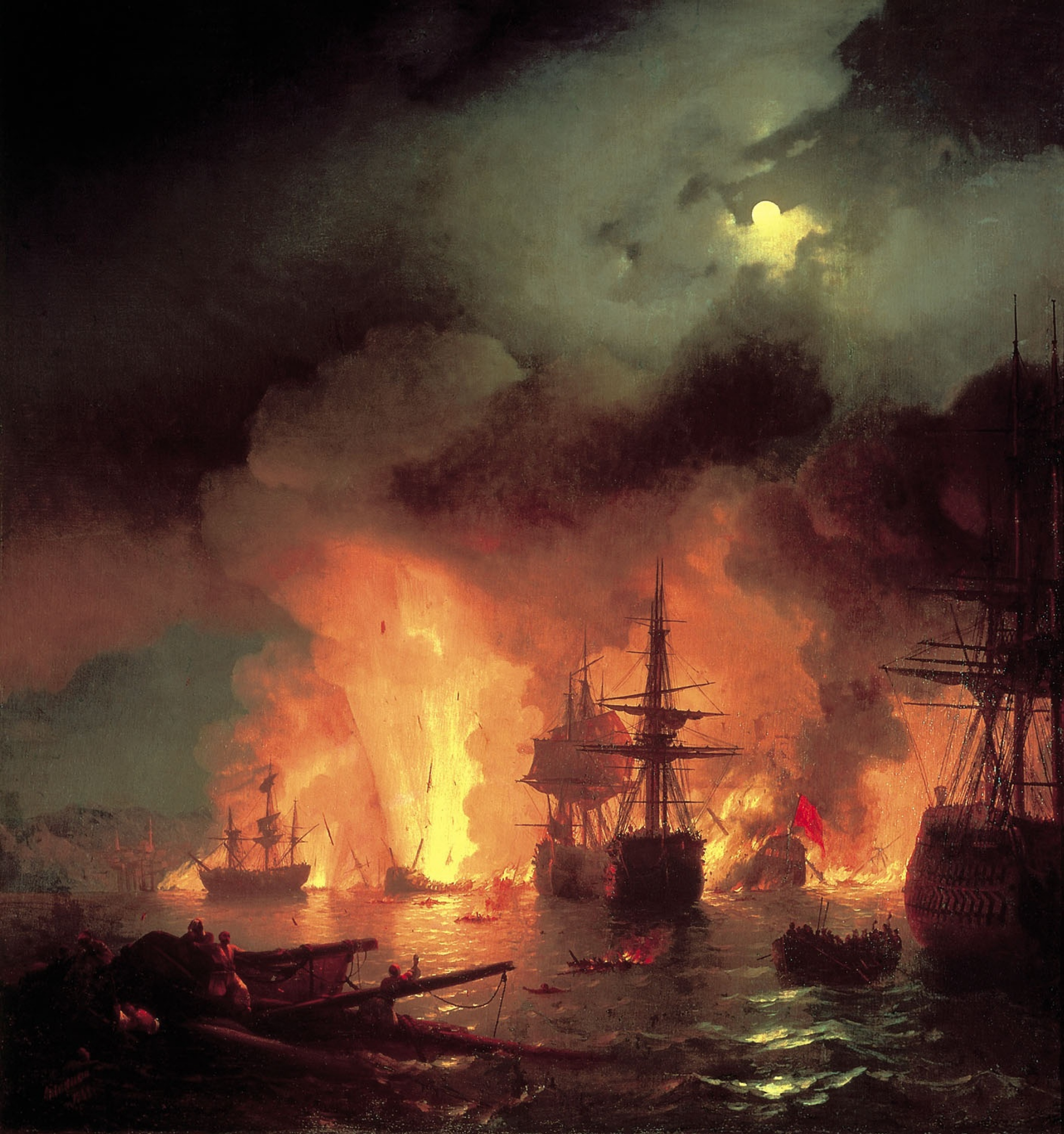
И. Айвазовский. «Чесменский бой». 1848

В 1767 году назначен командиром купеческого гукора, плавал между Кронштадтом и Ригой. В 1768 году перешёл из Архангельска в Кронштадт. 5 июня 1769 года произведен в капитан-лейтенанты. Принимал участие в Русско-турецкой войне 1768—1774 годов и Первой Архипелагской экспедиции. На 66-пушечном корабле «Трех Святителей», в составе эскадры адмирала Г. А. Спиридова, перешёл из Кронштадта в Средиземное море. 24—26 июня 1770 года на том же корабле принимал участие в Чесменском сражении. В 1771 году командуя 32-пушечном фрегатом «Святой Федор», плавал в Архипелаге и участвовал в военных действиях флота. В 1772 году на 40-пушечном фрегате «Северный Орёл» (куплен в 1770 году в Лондоне) был в крейсерстве в Архипелаге. 31 декабря 1772 года произведён в капитаны 2-го ранга.
В 1773 году на английском транспортном судне прибыл из Архангельска в Кронштадт, командовал 78-пушечным кораблем «Иезекииль» при проводке его из Санкт-Петербурга в Кронштадт. 26 ноября 1774 года «за совершение 18 кампаний в офицерских чинах» награждён орденом Святого Георгия 4 класса (№ 252).
В 1774 году, командуя 66-пушечным кораблем «Дерись», плавал в составе практической эскадры контр-адмирала И. Я. Барша до Копенгагена. В 1775 году назначен командиром 66-пушечного линейного корабля «Преслава». Находился при ревельской береговой команде. В 1776 году вновь командовал 66-пушечным кораблем «Дерись», находился при ревельском порте. В том же году был командирован в донскую флотилию. Командовал фрегатом «Четвёртый», плавал в Азовском и Чёрном морях. Состоял в следственной комиссии при таганрогском порте презусом, а в генеральной — асессором.
21 апреля 1777 года произведён в капитаны 1-го ранга. В мае, находился на р. Кутюрьме (один из рукавов в дельте Дона) при спуске, вооружении и проводке фрегатов через бар. В октябре, вступил в командование Азовской военной флотилией. Командуя галиотом «Верблюд», прибыл из Таганрога в Керчь. В мае 1778 года, имея плавучий брейд-вымпел на фрегате «Четвёртый», командовал эскадрой, занимавшей пост при Еникальском проливе. В октябре 1779 года, командуя фрегатом «Второй», перешёл из Керчи в Херсонский порт.
В 1781 году был назначен на должность капитана над Архангельским портом. 28 июня 1782 года произведён в ранг бригадира. 30 мая 1783 года назначен капитаном над портом в Херсон, 24 ноября произведён в генерал-майоры флота. В 1785 году зачислен в черноморский штат, 5 ноября того же года подал прошение об увольнении по болезни в отставку.